# Éditions Lansman
Ne doit pas être confondu avec Lanzmann.
Éditions Lansman est une maison d'édition belge.

## Émile Lansman
Émile Lansman, né en 1947, instituteur puis professeur de psycho-pédagogie, s'intéresse dès la fin des années 1960 à la production belge, française et québécoise de littérature de jeunesse qu'il aide à faire connaître en Europe lors de conférences, de cours spécialisés ou dans des articles de presse. Il diffusera également en Belgique, pendant plusieurs années, quatre maisons d'édition québécoises de renom. Président du jury du Prix Québec/Wallonie-Bruxelles de littérature de jeunesse de 1987 à 2001, il en assure à plusieurs reprises le suivi en coorganisant la promotion des lauréats québécois en Wallonie et à Bruxelles. Il est également engagé par les éditions Labor pour créer leur secteur 'jeunesse', collabore activement avec le Centre de Lecture Publique de la Communauté française et coordonne plusieurs formations et recyclages d'enseignants en France. 
Il s'intéresse également, dès 1970, au théâtre jeunes publics et assure la coordination de la diffusion en Province de Hainaut. Il couvre de nombreux festivals belges et étrangers pour le quotidien national belge Le Peuple dans lequel il tient, par ailleurs, une rubrique hebdomadaire culture jeunesse. Il étend rapidement ses champs d'intérêt au théâtre francophone tous publics et gère la programmation de la Maison de la Culture de La Louvière à partir de 1985.

## Les débuts des éditions Lansman
À l'origine, il y a "Promotion Théâtre" (premières activités en 1978) et son secrétaire général à partir de 1985, Émile Lansman. Cette association wallonne veut promouvoir le théâtre auprès des jeunes et développer une politique de partenariat enseignants-artistes dans le cadre de ses préoccupations "théâtre- éducation". Dans le domaine de l'écriture dramatique en particulier, outre l'organisation de divers stages de formation, l'association lance, en 1988, un important concours d'écriture destiné à repérer des œuvres jouables au sein d'ateliers théâtraux de jeunes. La centaine de textes recueillis permet de révéler de nouveaux talents de dramaturges en Communauté française de Belgique. Après ce concours, Émile Lansman décide de continuer l'aventure éditoriale hors de l'association.
Fin 1989, il fonde à Carnières dans l'entité de Morlanwelz, avec son épouse Annick, LANSMAN EDITEUR qui se consacrera essentiellement au théâtre. En 25 ans, il publie - à côté de quelques études et essais significatifs - plus de 2200 pièces d'auteurs francophones (peu connus au départ) d'Europe, d'Amérique du Nord et d'Afrique, la plupart du temps sans projet de création au moment de leur parution. Avec une certaine réussite puisqu'il sera notamment le premier à éditer en français, dès 1992, le théâtre de Gao Xingjian, Prix Nobel 2000 de littérature. 
Le choix est éclectique : du rire aux larmes, du raisonné à l'absurde tout en privilégiant des contenus contemporains.

Éditions du Perron

## Le projet éditorial
Lansman Editeur participe à la valorisation de l'écriture dramatique comme genre littéraire à part entière et assure tant la promotion des auteurs contemporains que la circulation de leurs textes. Il table sur le partenariat avec divers milieux théâtraux et littéraires pour éviter le piège des enfermements culturels de tous ordres et rejeter tous les ghettos de genre, de forme, de contenu ou de public cible. La publication (aux côtés des dramaturges belges et français) de textes d'auteurs francophones non européens ne relève pas d'une volonté d'exotisme mais au contraire de l'envie de faire partager des paroles d'hommes et de femmes riches de leurs joies, de leurs douleurs, de leurs émotions et de leurs espoirs, ayant choisi la voie du théâtre pour s'exprimer.
En favorisant le plaisir de lire le théâtre, en publiant de nombreuses pièces inédites à la scène, en privilégiant les "nouveaux" auteurs mais en accueillant aussi des écrivains chevronnés, Lansman Editeur s'inscrit délibérément dans la dynamique et l'actualité du théâtre professionnel et de la littérature dramatique contemporaine. Une part importante du catalogue est consacrée au théâtre à lire et à jouer par et pour les jeunes.

## Dignité et récompenses
Émile Lansman a été honoré du titre de Chevalier (puis Officier) dans l'Ordre des Arts et des Lettres (1999 et 2005), de la Médaille Beaumarchais (2001) 'en reconnaissance de son action en faveur des auteurs contemporains', du Prix du Hainaut des Arts de la Scène (1998), du Prix de la Pensée Wallonne (2002), du Prix Bernadette Abraté de la critique théâtrale belge (2005) et du titre amical et honorifique "d'Ambassadeur de l'Acadie en Wallonie".
En 1999, le ministère de la Culture de la Communauté française de Belgique lui a confié la création et la gestion du nouveau Centre des écritures dramatiques Wallonie-Bruxelles, ainsi que de la résidence d'auteurs dramatiques de Mariemont depuis 2009. Il siège également, depuis 2000, comme expert belge à la Commission Internationale du Théâtre Francophone qu'il a présidé de juillet 2005 à juin 2009. Enfin, il est de plus en plus souvent impliqué dans des projets internationaux en tant que consultant, partenaire-ressource, concepteur et animateur de colloques, rencontres-débats, conférences et formations, etc.
Émile Lansman est au cœur de la francophonie. C'est un homme reconnu dans les milieux du théâtre francophone pour sa connaissance du terrain en Europe, en Afrique et en Amérique du Nord, mais aussi pour son action militante en faveur du théâtre jeune public et des écritures dramatiques contemporaines.
Il a présidé l'édition 2007 de la Foire du Livre de Bruxelles et le Prix Jacques Huisman 2010.
En octobre 2007, la section belge francophone de L'International Board on Books for Young People lui a attribué un Prix spécial Libbylit pour sa contribution à la diffusion et l'encouragement à l'écriture de textes dramatiques pour la jeunesse et, plus généralement, pour son dévouement depuis 1980 à la promotion du livre de jeunesse, à la sensibilisation des jeunes et des adultes à cette littérature, et à la formation des intervenants et médiateurs.

## Nouveau statut au1erjanvier 2012
Organisées sous statut d'indépendant autour de la personnalité juridique d'Émile Lansman, les éditions Lansman sont intégrées, depuis le 1er janvier 2012, dans les activités de l'association sans but lucratrif, ÉMILE&CIE. Le label de publication reste Lansman Éditeur. Cette association développe par ailleurs des activités en tant que consultant, opérateur et formateur dans les domaines du livre, du théâtre, et d'évènements intégrant les écritures dramatiques.